# Estació d'Aeroport T2
Aeroport o Aeroport T2, és un intercanviador de ferrocarril d'Adif i d'Ifercat situat a la Terminal 2 de l'Aeroport de Barcelona. És utilitzat per la línia R2 Nord de Rodalies i la Línia 9 Sud del Metro de Barcelona.

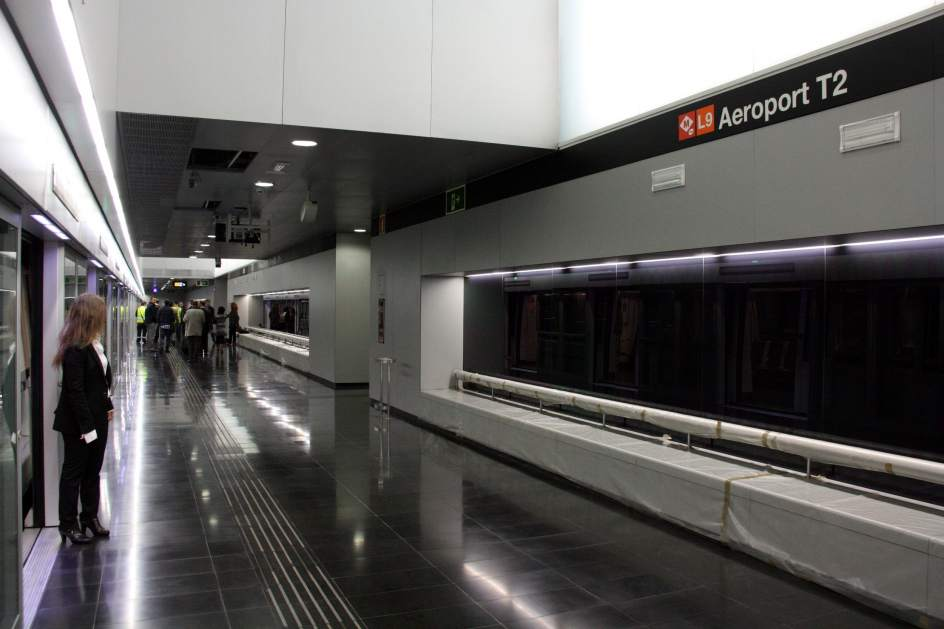
L'estació de metro L9 Sud

Pel que fa als trens de rodalia, és la terminal de la R2 Nord i l'estació rep el nom de Aeroport. La seva freqüència de pas és de cada mitja hora i connecta amb el centre de la ciutat.
Per part del Metro de Barcelona, l'estació té el nom de Aeroport T2, i hi tenen parada trens de la L9 amb una freqüència de 7 minuts en ambdues direccions. En un futur també hi passarà la Línia 2.
L'estació està separada de la terminal T2 de l'aeroport per l'aparcament i està comunicada per una passera coberta. L'accés està situat a la C-32B.
L'estació de Rodalies va registrar l'entrada de 1.667.000 passatgers l'any 2016.

## Serveis ferroviaris
| Rodalia de Barcelona            |                              |                    |                      |                              |
| Procedència/Destinació          | <                            | Línia              | >                    | Procedència/Destinació       |
| terminal                        | terminal                     | (línia 254 d'ADIF) | El Prat de Llobregat | Sant Celoni Maçanet-Massanes |
| Projectat                       |                              |                    |                      |                              |
| Aeroport T1                     | Aeroport T1                  | (línia 254 d'ADIF) | El Prat de Llobregat | Sant Celoni Maçanet-Massanes |
| Metro de Barcelona              |                              |                    |                      |                              |
| Procedència/Destinació          | <                            | Línia              | >                    | Procedència/Destinació       |
| Aeroport T1                     | Aeroport T1                  |                    | Mas Blau             | Zona Universitària           |
| Projectat                       |                              |                    |                      |                              |
| Aeroport T1                     | Aeroport Terminal de Càrrega |                    | Mas Blau             | Badalona Pompeu Fabra        |
| Aeroport T1                     | Aeroport Terminal de Càrrega | Can Zam            | Mas Blau             |                              |
| Font recorregut: PDI 2009-2018. |                              |                    |                      |                              |

1. Aquest recorregut de la R2 és provisional fruit de les obres a Sant Andreu Comtal, per veure quins són els canvis que hi ha hagut vegeu R2 i R10.

## Tarifació
L'estació de tren té la particularitat d'estar situada a la zona 4 per a Renfe i a la zona 1 per a l'ATM, el que fa que el cost del viatge sigui molt diferent si s'utilitzen bitllets propis de Rodalies o bitllets integrats de l'ATM.
A l'estació de metro no són vàlids els bitllets senzills ni la T-Casual, essent necessari comprar el bitllet Aeroport amb un cost de 5,15 €. La resta de bitllets sí que són aptes per a viatjar des de l'estació.

## Estació de ferrocarril
L'estació es va obrir al públic el 1975 després de construir-se un ramal de via única entre el Prat de Llobregat, i aquesta.
L'estació ha tingut un servei variable amb el pas del temps. Després de l'obertura hi sortien trens cada 15 minuts cap a Sants. Quan es va integrar a la xarxa de Rodalies Renfe com un ramal de la R1 la freqüència era de 20 minuts amb trens amb destinació Mataró. Va estar tancada el 2005 a causa de les obres del Tren d'Alta Velocitat Madrid-Barcelona i quan es va reobrir ho va fer com a part de la nova línia R10 entre l'Estació de França i l'Aeroport amb una freqüència de 30 minuts. Finalment, el 31 de gener de 2009 amb les modificacions per obres a la zona de la Sagrera i Sant Andreu Comtal, la R10 va desaparèixer i els trens que arriben a l'aeroport pertanyen a la R2 Nord i la majoria es dirigeixen cap a Sant Celoni, en lloc de l'estació de França.

## Estació de metro
La previsió inicial era obrir l'estació l'any 2007, però donats els contratemps, es posà en funcionament el 12 de febrer del 2016.
L'estació és de tipus entre pantalles i disposa d'escales mecàniques i ascensors per a persones amb mobilitat reduïda (PMR). Compta amb una andana de 100 metres.

## Futur
Està en construcció una nova estació subterrània de Rodalies entre l'estació de metro i la terminal de l'aeroport, de manera que substituirà l'actual. Les previsions del Ministeri de Foment no esperen finalitzar-la fins al 2022.